# روس ماكورماك
روس ماكورماك (بالإنجليزية: Ross McCormack)‏ (مواليد 18 أغسطس 1986 في غلاسكو) لاعب كرة قدم اسكتلندي دولي يجيد اللعب في خط الهجوم . يلعب حاليا لصالح نادي كارديف سيتي الويلزي منذ 2008 .

## روابط خارجية
- روس ماكورماك على موقع الاتحاد الإسكتلندي (الإنجليزية)
- روس ماكورماك على موقع قاعدة بيانات كرة القدم.إي يو (الإنجليزية)
- روس ماكورماك على موقع ناشيونال فوتبول تيمز (الإنجليزية)
- روس ماكورماك على موقع Soccerbase.com (لاعب) (الإنجليزية)
- روس ماكورماك على موقع Soccerway.com (الإنجليزية)
- روس ماكورماك على موقع عالم كرة القدم.نت (الإنجليزية)